# 마젠
마젠(중국어: 马建, 병음: Mǎ Jiàn, 한자음: 마건, 1953년 8월 18일 ~ )은 중화인민공화국 태생의 영국 소설가이다.

## 같이 보기
- 장편 소설